# Челвинское
Челвинское — озеро на севере Пермского края. Код объекта в государственном водном реестре — 10010100111111100000680.
Расположено в юго-западной части Чердынского района, в болотном массиве между реками Кама и Тимшор. Абсолютная отметка уреза воды составляет 130,1 м. Площадь водоёма составляет 2 км². Челвинское озеро по своей форме напоминает «восьмёрку», так как состоит из двух округлых водоёмов, соединённых узким проливом. Кроме того, оно соединено протокой с более крупным озером Большой Кумикуш, которое расположено примерно в 700 м к северо-западу.
В озере водится окунь, щука и ёрш.

## Топографические карты
- Лист карты P-40-135,136 Новая  Светлица. Масштаб: 1 : 100 000. Состояние местности на 1985 год. Издание 1987 г.